# Gregorio (kardynał S. Eustachio)
Gregorio (zm. ok. 1135) – włoski kardynał i benedyktyn.

## Życiorys
Pochodził z Rzymu i co najmniej do 1112 roku był opatem rzymskiego klasztoru SS. Andrea e Gregorio in clivo scauri. Około roku 1108 papież Paschalis II mianował go kardynałem diakonem Sant'Eustachio. Uczestniczył w synodzie laterańskim w marcu 1112 oraz papieskiej elekcji 1118. Podpisywał bulle papieskie z 3 i 7 stycznia 1121 oraz z 23 marca 1127. W trakcie papieskiej elekcji 1130 stanął po stronie antypapieża Anakleta II i podpisał jego dekret wyborczy z 14 lutego 1130 oraz bulle z 14 września 1131 i 7 grudnia 1134. Zmarł jeszcze przed zakończeniem schizmy w maju 1138, bez pojednania z prawowitym papieżem Innocentym II.